# Carmen Polo y Martínez-Valdés

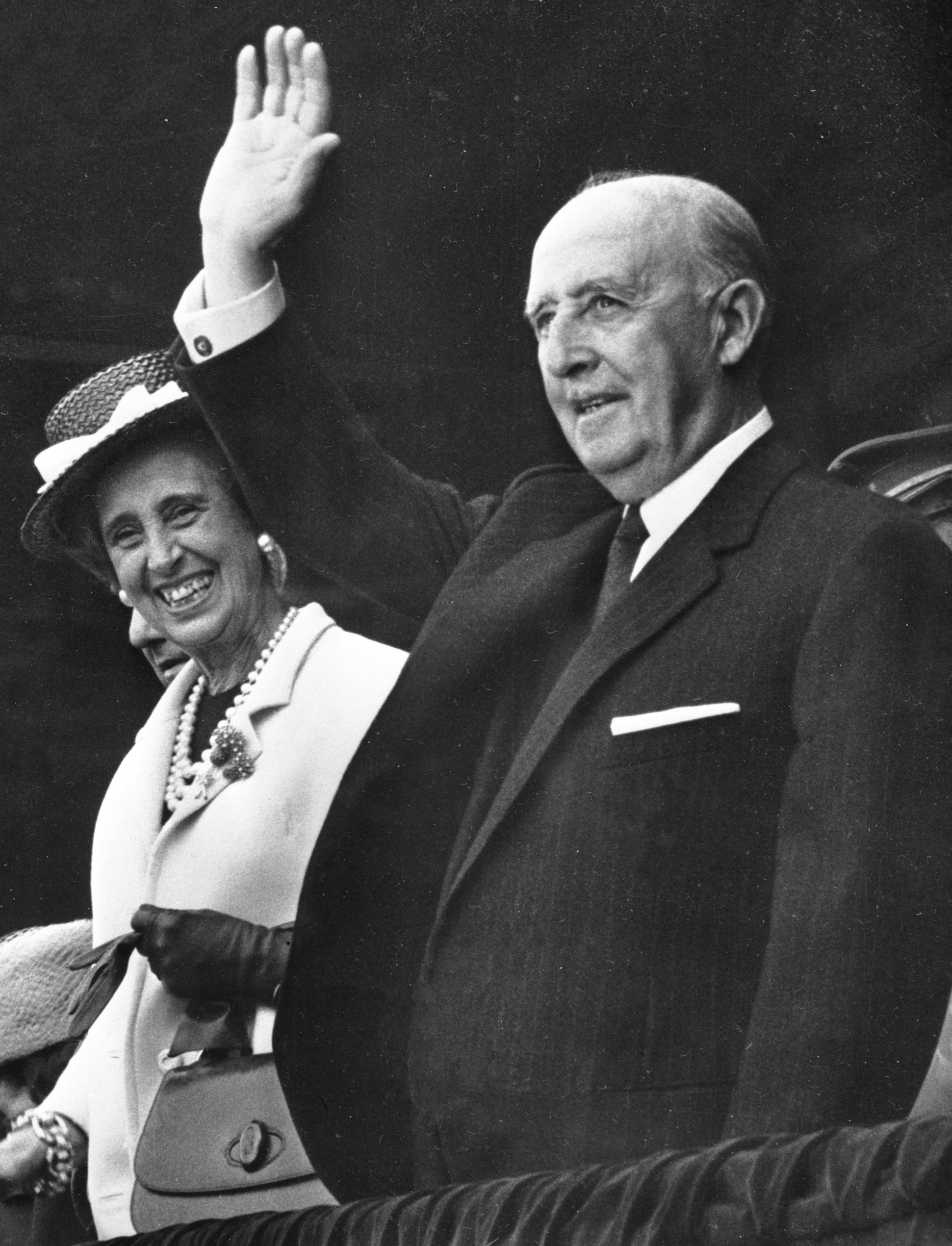
Carmen Polo och Francisco Franco.

Carmen Polo y Martínez-Valdés, född 11 juni 1900 i Oviedo, Asturien, död 6 februari 1988 i Madrid, var gift med Francisco Franco från den 22 oktober 1923 till hans död 1975.
Carmen Polo föddes i staden Oviedo som dotter till en förmögen affärsman. Hon utbildades av salesianska nunnor i Spanska Marocko. 
Hon lär ha påverkat sin man i frågor som gällde katolska kyrkan, könsfrågor och i fråga om censuren av sexuella frågor i spansk litteratur, teater och film som varade under större delen av 1939-1975.
Efter Francos död och återupprättandet av den spanska monarkin under Juan Carlos blev hon galjonsfigur i en löst sammanhållen organisation för Francos politiska efterföljare som kallades El Movimiento.